# Anton Wilhelm von L'Estocq
Anton Wilhelm von L'Estocq (Celle, Hanóver; 16 de agosto de 1738-Berlín, Prusia; 5 de enero de 1815) fue un general de caballería prusiano, más conocido por comandar las tropas prusianas en la batalla de Eylau.

## Biografía
Era hijo de un oficial hugonote prusiano. En 1757 se convirtió en oficial cadete de un regimiento de coraceros de Berlín. Durante la guerra de los Siete Años, participó en las batallas de Zorndorf, Kunersdorf y Torgau. Después de una batalla cerca de Langensalza, recibió la condecoración militar Pour le Mérite.
En 1768 ascendió a teniente primero y sirvió en el regimiento de húsares del general Hans Joachim von Zieten. Inicialmente como adjunto de Zieten, fue promovido sucesivamente a capitán, mayor, teniente coronel y coronel de caballería. En 1790 el rey Federico Guillermo II de Prusia lo nombró comandante de batallón del Regimiento von Eben (2.º Regimiento de Húsares).

### Guerras con Francia
Durante la Primera Coalición contra la Francia revolucionaria, participó en las batallas de Kaiserslautern, Morsbrunn y Trippstadt. En 1794 tomó el mando del 2.º Regimiento de Húsares, que estaba estacionado en Westfalia, para defender la frontera con Francia tras la Paz de Basilea de 1795.
Ascendido a mayor general, estuvo estacionado en Nueva Prusia Oriental en 1803, al mando de todas las tropas en la provincia como jefe del 9.º Regimiento de Húsares. En 1805 fue ascendido a teniente general
Durante la Guerra de la Cuarta Coalición, L'Estocq y su jefe de Estado Mayor, Gerhard von Scharnhorst, comandaron unos 15 000 soldados con base en Thorn en diciembre de 1806 y en Freystadt en enero de 1807. Hostigados por el mariscal Ney, L'Estocq marchó con sus tropas entre el 2 de febrero y el 8 de febrero a través de la nieve y la boscosa Prusia Oriental; se ha descrito como «un modelo de la manera en que debería conducirse una marcha por el flanco en la cara de un adversario cercano y poderoso».
Las tropas rusas de Bennigsen fueron duramente presionadas por el mariscal Davout en la batalla de Eylau (7-8 de febrero de 1807). Al mando de la última unidad operacional en el Ejército prusiano, L'Estocq solo fue capaz de acudir a la batalla con ocho batallones, veintiocho escuadrones y dos baterías de artillería a caballo (unos 7000-9000 hombres); el resto de sus soldados estaban defendiéndose contra Ney. Cuando llegó el pequeño contingente prusiano a Preußisch Eylau, Bennigsen quiso dividirlo para reforzar a sus debilitadas fuerzas rusas. Scharnhorst, sin embargo, aconsejó a L'Estocq que atacara con su caballería en torno a las líneas rusas a las exhaustas tropas de Davout; el ataque repentino causó el desorden a los franceses. Tras la batalla, el cuerpo de L'Estocq se retiró a Preußisch Friedland para mantener las comunicaciones de la coalición con Rusia.

## Honores
Por su liderazgo en la batalla, L'Estocq fue nombrado caballero de la Orden del Águila Negra y Scharnhorst recibió la condecoración Pour le Mérite. Si bien el Ejército prusiano había sido aplastado en Jena-Auerstedt, las tropas de L'Estocq restauraron el honor a las desmoralizadas fuerzas armadas. Colmar Freiherr von der Goltz escribió: «fue en Eylau en 1807, y no en la Guerra de Liberación en 1813, que el viejo ejército se reivindicó ante el tribunal de la historia». Von der Goltz atribuyó el éxito a la planificación de Scharnhorst y a la iniciativa y deseo de atacar de L'Estocq.
Después de la derrota de la coalición en la batalla de Friedland y los humillantes Tratados de Tilsit, L'Estocq fue miembro de una comisión de investigación sobre las causas de la derrota de Prusia en la Cuarta Coalición. Debido a la exitosa cooperación con L'Estocq, Scharnhorst presionó exitosamente para que se destinara un jefe de Estado Mayor a cada comandante de campo en 1813.
L'Estocq se convirtió en gobernador de Berlín el 12 de noviembre de 1808, y de Breslau en 1814. Después de su muerte en Berlín el 5 de enero de 1815, fue enterrado tres días más tarde en el cementerio de la iglesia de la guarnición de la ciudad.